# قلعه سموران
قلعه سموران (به روایتی محل اختفای دزدان که برای جلوگیری از غافلگیری در این محل اسکان داشتند ) از سنگ‌های رسوبی و  ساخته شده و در فاصله ۳ کیلومتری شمال‌غربی روستای رودفرق و در۶۰ کیلومتری شرق شهر عنبرآباد بر بلندای کوهی احداث شده است. چاه نسبتاً عمیق قلعه با گذشت سده‌ها متمادی و آسیب‌های فراوان هنوز عمق خود را حفظ کرده و طریقه سنگ چینی کناره‌های آن بسیار جالب توجه می‌باشد. 
ساختمان این قلعه به سده‌ها قبل از اسلام تعلق دارد، اما در سده‌ها اولیه اسلامی بازسازی شده است و در دوران حکومت سلجوقیان قلعه مشهوری بوده است. این قلعه به علت استحکام و موقعیت طبیعی منطقه شباهت زیادی به قلاع اسماعیلیه دارد.در حال حاضر هیچ اثر معماری از این قلعه باقی نمانده و فقط اثار محدودی از برخی پی‌های دیوار ها موجود است.
عمق چاه به گفته مردمان محلی انجا ۲۰۰متر می باشد ودارای تله.
این قلعه به سبب حفاری معدن کاران برای برداشت سنگ معدنی منطقه تخریب شده و اثار کمی از ان باقی مانده واین هم به همت چند تن از اهالی روستا حفظ شده است.
این قلعه بر کوه سنگ مرمر بنا شده است
و اهالی قلعه چون وجود حفر اب انبار وجود نداشته اب انبار های خود در سطح کوه با درست کردن استخر ها ومسیر ورود اب درست کرده اند.
گفته میشود که چاه قلعه به واسطه طونلی که در زیر کوه وجود دارد با یک کوه دیگر در همان منطقه با فاصله ۱۰ کیلومتری در ارتباط هست .
با وجود دهه ها از ساخت این قلعه هنوز جای سوال هست که مردمان ان روزگار چگونه این چاه را حفر کرده اند و با چه ابزاری.